# تمامیت جسمانی

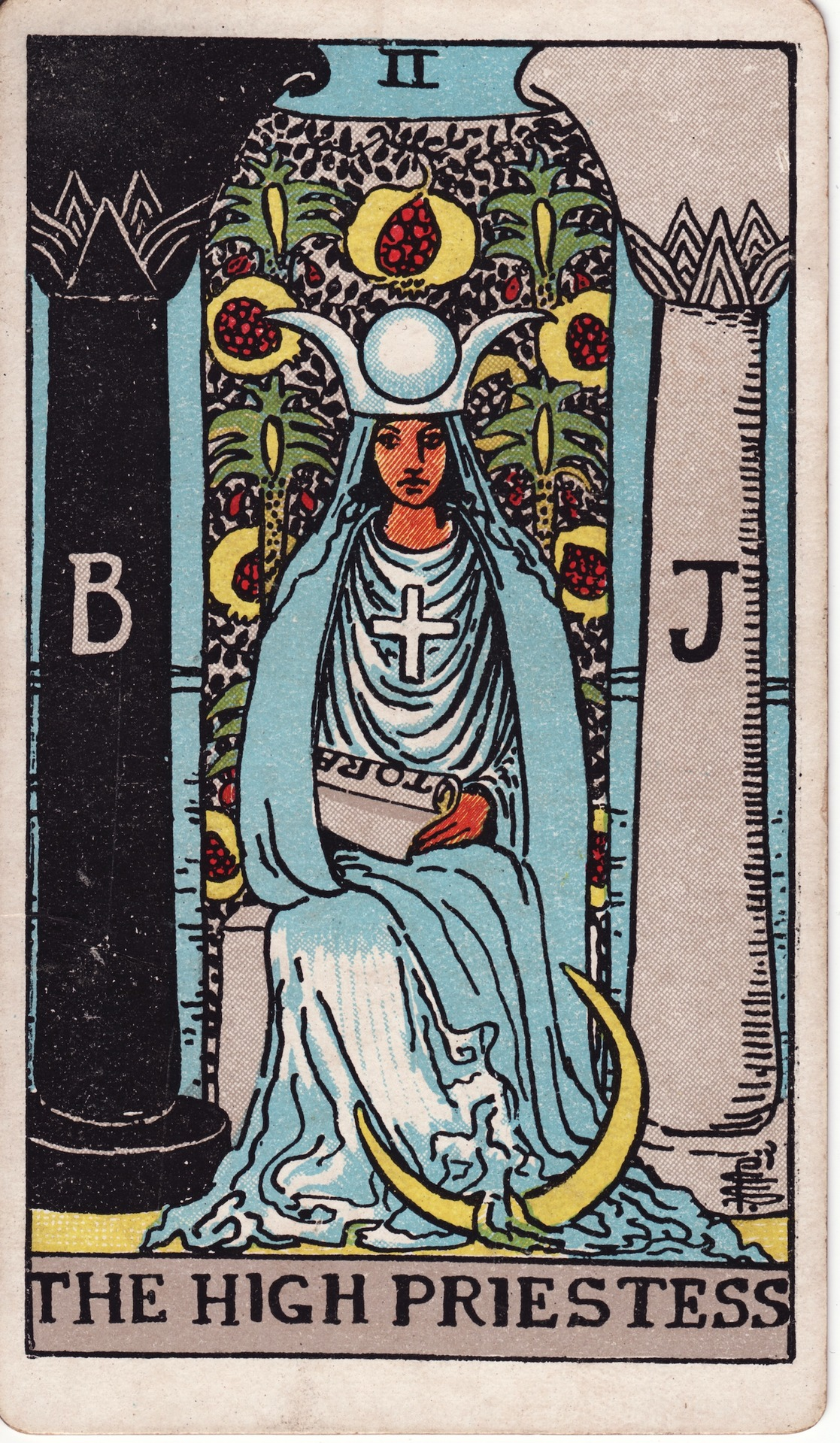
کاهن اعظم - کارت تاروت "Pam-A" از عرشه تاروت رایدر-وایت.

تمامیت جسمانی مصونیت فیزیکی جسم است و بر اهمیت خودمختاری شخصی و حق تعیین سرنوشت انسان‌ها بر بدن خود، تأکید دارد. در زمینه حقوق بشر، نقض تمامیت جسمانی فردی دیگر، تعرض و تخلف غیراخلاقی به‌شمار می‌آید و احتمالاً جرم تلقی می‌شود.

## بررسی اجمالی
این یکی از ده قابلیت اصلی مارتا نوسبوم است (به رویکرد قابلیت‌ها مراجعه کنید). او تمامیت جسمانی را اینگونه تعریف می‌کند: «توانایی حرکت آزادانه از جایی به جای دیگر؛ در برابر آزارهای خشونت‌آمیز، از جمله آزار جنسی، ایمن بودن … داشتن فرصت برای دستیابی به رضایت جنسی و حق انتخاب در امور باروری».

## حقوق بشر
دو سند بین‌المللی مهم از این حقوق محافظت می‌کنند: اعلامیه جهانی حقوق بشر و میثاق بین‌المللی حقوق مدنی و سیاسی. علاوه بر این کنوانسیون حقوق افراد دارای معلولیت نیز از حق تمامیت جسمانی و روانی دفاع می‌کند.
پروژه حقوق بشر و حقوق اساسی، که توسط دانشکده حقوق کلمبیا حمایت می‌شود، چهار حوزه اصلی خشونت جسمانی علیه انسان‌ها که ممکن است از سوی دولت‌ها رخ دهد، معرفی کرده‌است. این‌ها عبارتند از: حق زندگی، برده‌داری و کار اجباری، امنیت شخص، شکنجه و رفتار یا مجازات غیرانسانی، ظالمانه یا تحقیر آمیز.

## حقوق زنان
اگرچه تمامیت بدنی (با توجه به رویکرد قابلیت‌ها) به هر انسانی تعلق می‌گیرد، اما در بیشتر موارد زنان در معرض نقض حقوق مبتنی بر جنسیت قرار می‌گیرند. این موارد شامل آزار جنسی، حاملگی ناخواسته، خشونت خانگی و دسترسی محدود به پیشگیری از بارداری است. این اصول در کنفرانس کاری پیرامون حقوق زنان سی‌سی‌ال به عنوان حقوق بشر مورد بررسی قرار گرفتند. در این کنفرانس یکپارچگی بدنی به عنوان حقی که شایسته همه زنان است، تعریف شد: «تمامیت جسمانی حق همه زنان است و هیچ زنی نمی‌تواند بگوید که این حق شامل او نمی‌شود».
همان‌طور که توسط شرکت کنندگان در کنفرانس تعریف شده‌است، موارد زیر حقوق تمامیت جسمانی‌ای هستند که باید برای زنان تضمین شوند:
- آزادی حرکت
- امنیت اشخاص
- حقوق باروری
- تندرستی زنان
- شکستن انزوای زنان
- آموزش
- شبکه‌سازی[۹]

## پزشکی
میثاق بین‌المللی حقوق مدنی و سیاسی چنین بیان می‌کند: «هیچ‌کس نباید تحت شکنجه یا تحت فشار یا مجازات بیرحمانه، غیرانسانی یا تحقیرآمیز قرار گیرد. به ویژه، هیچ‌کس نباید بدون رضایت آزادانه خود، تحت آزمایش‌های پزشکی یا علمی قرار گیرد.»

## تمامیت اندام تناسلی
کنشگرهای مخالف اصلاح یا ناقص‌سازی اندام تناسلی خود را با عنوان اینتَکتِویست (intactivists) (یک واژه مرکب از "intact" و "activist") یا به فارسی کنشگران تمامیت اندام زادآوری معرفی می‌کنند که تلاش در دفاع از حق مردان، زنان و کودکان و نوزادان دوجنسی برای دست‌نخورده نگه داشتن اندام‌های جنسی خود و جلوگیری از مثله‌کردن دستگاه تناسلی و ختنه اجباری کودکان در سطح بین‌المللی دارند. سازمان‌های بسیاری به‌طور ویژه برای این منظور ایجاد شده‌اند، سازمان‌های بسیاری نیز حمایت خود را از این جنبش اعلام کرده‌اند. بعضی از اینتکتویست‌ها خود را بخشی از جنبش اجتماعی دگرباشان جنسی می‌دانند و از سال ۲۰۰۶ تاکنون در رژه دگرباشان جنسی شرکت کرده‌اند. در آمریکای شمالی جنبش تمامیت اندام زادآوری، در درجه اول بر ختنه نوزادان و کودکان پسر و تا حدودی بر جراحی تغییر جنسیت کودکان دوجنسه، تمرکز دارد. اینتکتویست‌ها همچنین هوادار تمامیت جسمانی هستند و با مورد جراحی قرارگرفتن بزرگسالان با آگاهی و اجازه خود بزرگسال، مشکلی ندارند زیرا هدف اصلی این جنبش محافظت از کودکان در برابر مثله‌سازی جنسی است.